# 何潔
何 潔（か けつ、ハー・ジェ、He Jie、1986年3月25日 - ）は中国の女性歌手。貴州省貴陽出身（彝族）。
2006年現在、四川音楽学院に在学中。2005年中国湖南テレビの人気オーディション番組「超級女声」に参加し、成都地区第三位の成績で全国大会に進出、最終成績第四位となり台湾Avexから歌手デビュー。2006年8月18日初アルバム「発光体」が発売された。

## 経歴
- 1999年貴州省「99スター挑戦賽」で第一位、貴州の代表として北京の「歓楽総動員」物真似ショーのパートを参加。
- 2004年「靚麗多」選抜賽を参加し、全国八強に進出。
- 第一回学園歌手英語歌大会一等賞。
- 2005年中国湖南テレビ「超級女声」全国大会で第四位。
- 2005年香港新城ラジオ全国人気歌手賞受賞。
- 2006年1月Sprite榜最も潜在力を持つアーティスト賞受賞。
- 2006年7月Sprite榜大陸地区金曲賞など三つの賞受賞。
- 2006年7月中国語メディア音楽大賞年度アーティスト賞受賞。

## 作品

### アルバム
1. 発光体（2006年8月18日）
2. 明明不是Angel（2007年11月20日）
3. 想要回到（2010年9月9日）

### シングル
1. 二個人的地球（二人の地球）アルバム「終級PK」に収録
2. 快楽宝貝（Happy Baby）背背佳CMソング
3. 你一定要幸福（幸せになって）ドラマ「美麗分貝」主題ソング

### TVドラマ
- 美麗分貝
- 相約在擂台――武十娘

### CM
- 背背佳
- 瀏陽河酒
- 蒙牛アイスクリームシリーズ：随便、緑色心情
- SportAda
- 東洋之花マスク
- スプライト（林俊傑、SE7ENも）
- 雅倩清逸シャンプー

### 写真集
- 荷潔水清
- 発光計画

### その他
何炅のアルバム「漫遊」のMV「想」に出演